# Santa Maria de Cornet
Santa Maria de Cornet és una església romànica de Cornet, al municipi de Sallent (Bages). És una obra inclosa en l'Inventari del Patrimoni Arquitectònic de Catalunya.

## Descripció
Es troba en un pla proper a la carretera de Balsareny a Avinyó, al costat d'un mas. Es tracta d'una construcció d'una sola nau, lleugerament trapezoïdal, que s'estreny vers l'absis semicircular, el qual és precedit d'un ampli espai presbiteral. A banda i banda de la nau s'obren dues capelles a manera de la nau. L'església és coberta amb volta de canó apuntada i l'absis, amb volta de quart d'esfera. Exteriorment l'absis és decorat amb una cornisa motllurada amb botons i un fris amb motius geomètric sota el ràfec de la teulada.
Al centre s'obre una finestra de doble esqueixada ornada amb una arquivolta amb traceria sustentada per dues columnes amb capitells que presenten figures d'ocells, a l'exterior. L'esquema es repeteix per la part interna de la finestra, tot i que varien els motius iconogràfics. La portalada d'accés que es troba al mur de migdia està aixoplugada per un fris amb escacats. És formada per arquivoltes de secció cilíndrica que descansen sobre una imposta sostinguda per una columna, a banda i banda, amb grossos capitells decorats amb animals enfrontats. Sobre la capella del mur de migdia s'alça el campanar de planta quadrada d'època barroca, rematat per una barana de balustrades.
Hi ha una pica beneitera segle xvii, decorada a l'exterior per acanaladures que donen lloc a una forma propera a la petxina, pròpia de l'època.
S'hi venera la Mare de Déu dels Àngels, que és la patrona de la parròquia.

## Història
És una església d'una nau, que s'entren a mesura que s'apropa a l'absis, el qual no arriba al semicercle. La volta de la nau és de canó seguit i la de l'absis, on s'obre una bonica finestra, de quart d'esfera. A cada banda de la nau, ran del presbiteri hi ha dues capelles, a manera de creuer, amb sengles finestres de doble esqueixada. De la capella sud emergeix el campanar (1621), a continuació del qual hi ha una capella lateral moderna (1635), que al mur oposat només és una arcada oberta al mur. Sota el ràfec de la teulada de l'absis i en els murs inicials de la nau hi ha un fris decoratiu. La porta s'obre al mur meridional. La diferencia d'aparell (absis, capçalera i portada de bons carreus, i resta de la nau de carreuons petits) fan pensar en una església del segle xi, que el segle xii fou ampliada per la capçalera.